# Campionat Sud-americà de futbol de 1916
El primer Campionat Sud-americà de futbol va tenir lloc a Buenos Aires, Argentina, del 2 al 17 de juliol de 1916. Es va celebrar durant les celebracions del centenari de la independència argentina. El torneig va ser guanyat per l'Uruguai.

## Format
No va haver-hi classificació per al torneig. Els equips participants van ser l'Argentina, el Brasil, Xile i l'Uruguai. Els equips van jugar una lliga, disputant un partit contra cadascú. La victòria valia dos punts, l'empat en valia un i la derrota cap.

## Estadis
| Buenos Aires      | Avellaneda          |
| ----------------- | ------------------- |
| Estadio G.E.B.A.  | Estadio Racing Club |
| Capacitat: 18.000 | Capacitat: 30.000   |
|                   |                     |

## Ronda final
| Equip     | PJ | PG | PE | PP | GF | GC | DG | Pts |
| --------- | -- | -- | -- | -- | -- | -- | -- | --- |
| Uruguai   | 3  | 2  | 1  | 0  | 6  | 1  | +5 | 5   |
| Argentina | 3  | 1  | 2  | 0  | 7  | 2  | +5 | 4   |
| Brasil    | 3  | 0  | 2  | 1  | 3  | 4  | −1 | 2   |
| Xile      | 3  | 0  | 1  | 2  | 2  | 11 | −9 | 1   |

| Uruguai                             | 4–0 | Xile |
| ----------------------------------- | --- | ---- |
| Piendibene 44' 75' · Gradín 55' 70' |     |      |

| Argentina                                                             | 6–1 | Xile     |
| --------------------------------------------------------------------- | --- | -------- |
| Ohaco 2' 75' · J.D. Brown 60' (pen) 62' (pen.) · Marcovecchio 67' 81' |     | Báez 44' |

| Brasil          | 1–1 | Xile        |
| --------------- | --- | ----------- |
| Demósthenes 29' |     | Salazar 85' |

| Argentina  | 1–1 | Brasil      |
| ---------- | --- | ----------- |
| Laguna 10' |     | Alencar 23' |

| Uruguai                  | 2–1 | Brasil          |
| ------------------------ | --- | --------------- |
| Gradín 58' · Tognola 77' |     | Friedenreich 8' |

| Argentina | 0–0 | Uruguai |
| --------- | --- | ------- |
|           |     |         |

## Resultat

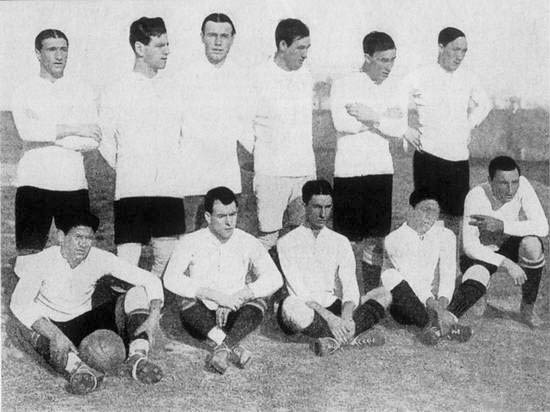
Uruguai primer campió sud-americà.

| Campionat Sud-americà 1916 |
| -------------------------- |
|                            |
| Uruguai Primer títol       |

## Golejadors
3 gols
- Isabelino Gradín

2 gols
- Juan Domingo Brown
- Alberto Marcovecchio
- Alberto Ohaco
- José Piendibene

1 gol
- José Laguna
- Alencar
- Demósthenes
- Arthur Friedenreich
- Telésforo Báez
- Hernando Salazar
- José Tognola